# Chrysis pellucidula
Espèce
Chrysis pellucidula est une espèce d'hyménoptère.

## Référence
- Aaron, 1885 : The North American Chrysididae. Transactions of the Entomological Society of America 12-3/4 pp 209-248.